# Peter Grünberg
Peter Andreas Grünberg (Pilsen, 1939. május 18. – Jülich, 2018. április 7.) német fizikus, aki 2007-ben Nobel-díjat kapott a francia Albert Fert-tel az óriás mágneses ellenállás felfedezéséért.

## Publikációi
- "Magnetfeldsensor mit ferromagnetischer, dünner Schicht" filed on 16.06., 1988
- "Magnetic field sensor with ferromagnetic thin layers having magnetically antiparallel polarized components"
- Grünberg, Peter, Y. Suzuki, T. Katayama, K. Takanashi, R. Schreiber, K. Tanaka. 1997. "The magneto-optical effect of Cr(001) wedged ultrathin films grown on Fe(001)". JMMM . 165, 134.
- P. Grünberg, J.A. Wolf, R.Schäfer. 1996. "Long Range Exchange Interactions in Epitaxial Layered Magnetic Structures". Physica B 221, 357.
- M. Schäfer, Q. Leng, R. Schreiber, K. Takanashi, P. Grünberg, W. Zinn. 1995. "Experiments on Interlayer Exchange Coupling" (invited at 5th NEC Symp., Karuizawa, Japan). J. of Mat. Sci. and Eng. . B31, 17.
- A. Fert, P. Grünberg, A. Barthelemy, F. Petroff, W. Zinn (invited at ICM in Warsaw, 1994). 1995. "Layered magnetic structures: interlayer exchange coupling and giant magnetoresistance". JMMM. 140–144, 1.
- P. Grünberg, A. Fuß, Q. Leng, R. Schreiber, J.A. Wolf. 1993. "Interlayer Coupling and its Relation to Growth and Structure". Proc. of NATO workshop on "Magnetism and Structure in Systems of Reduced Dimension", ed. by R.F.C. Farrow et al., NATO ASI Series B: Physics Vol. 309, p. 87, Plenum Press, N.Y., 1993
- A. Fuß, S. Demokritov, P. Grünberg, W. Zinn. 1992. "Short- and long period oscillations in the exchange coupling of Fe across epitaxially grown Al- and Au-interlayers". JMMM. 103, L211.
- Binasch, G.; Grünberg, P.; Saurenbach, F.; Zinn, W. (1989). "Enhanced magnetoresistance in layered magnetic structures with antiferromagnetic interlayer exchange". Physical Review B. 39 (7): 4828. Bibcode:1989PhRvB..39.4828B. doi:10.1103/PhysRevB.39.4828.
- P. Grünberg, R. Schreiber, Y. Pang, M.B. Brodsky, H. Sowers. 1986. "Layered Magnetic Structures: Evidence for antiferromagnetic coupling of Fe-layers across Cr-interlayers". Physical Review Letters. 57, 2442.